# Hypsipile
Hypsipile (lub Hypsipyle, Hypsypile; stgr. Ὑψιπύλη) – postać w mitologii greckiej, córka króla Lemnos, Toasa. 
Bogini Afrodyta, której kobiety z Lemnos przestały składać ofiary, gdyż były niezadowolone ze swoich mężów, ukarała je sprawiając, iż wokół nich unosił się przykry zapach. W tej sytuacji ich mężowie wzięli sobie konkubiny z Tracji. W zemście kobiety wymordowały wszystkich mężczyzn na wyspie. Tylko Hypsypile oszczędziła ojca i pomogła mu uciec.
Mieszkanki Lemnos założyły państwo kobiet i obrały Hypsypile na królową. Gdy Argonauci zatrzymali się w Lemnos na 3 lata zostali gościnnie przyjęci. Królowa spłodziła z Jazonem bliźniaków Toasa i Euneosa. Gdy po opuszczeniu wyspy przez Argonautów wyszło na jaw, że Hypsypile ocaliła ojca, została wypędzona. Następnie schwytali ją piraci i sprzedali królowi Nemei, Likurgowi. Władca uczynił ją opiekunką swego małego synka, Ofeltesa. Gdy Siedmiu bohaterów zatrzymało się w Nemei i prosiło Hypsipyle o wskazanie im źródła, zostawiła Ofeltesa leżącego na trawie. Pozbawionego opieki Ofeltesa śmiertelnie ukąsił wąż.